# Język burgundzki
Język burgundzki – wymarły język wschodniogermański używany przez Burgundów, przejściowo używany w dorzeczu dolnej Noteci i Odry od ujścia Nysy Łużyckiej.
Po upadku Cesarstwa zachodniorzymskiego Burgundowie wyemigrowali do południowo-wschodniej Galii w V wieku. Język ten wymarł najprawdopodobniej ok. 700 roku n.e. na skutek ekspansji łaciny i języka starofrancuskiego.